# Tanečnice (Šluknovská pahorkatina)
Tanečnice är en kulle i Tjeckien.   Den ligger i regionen Ústí nad Labem, i den norra delen av landet, 100 km norr om huvudstaden Prag. Toppen på Tanečnice är 604 meter över havet, eller 232 meter över den omgivande terrängen. Bredden vid basen är 7,3 km.
Terrängen runt Tanečnice är kuperad åt sydväst, men åt nordost är den platt.Runt Tanečnice är det ganska tätbefolkat, med 134 invånare per kvadratkilometer. Närmaste större samhälle är Šluknov, 10,1 km öster om Tanečnice. I omgivningarna runt Tanečnice växer i huvudsak blandskog.